# Buslijn 19 (Hulst-Roosendaal)

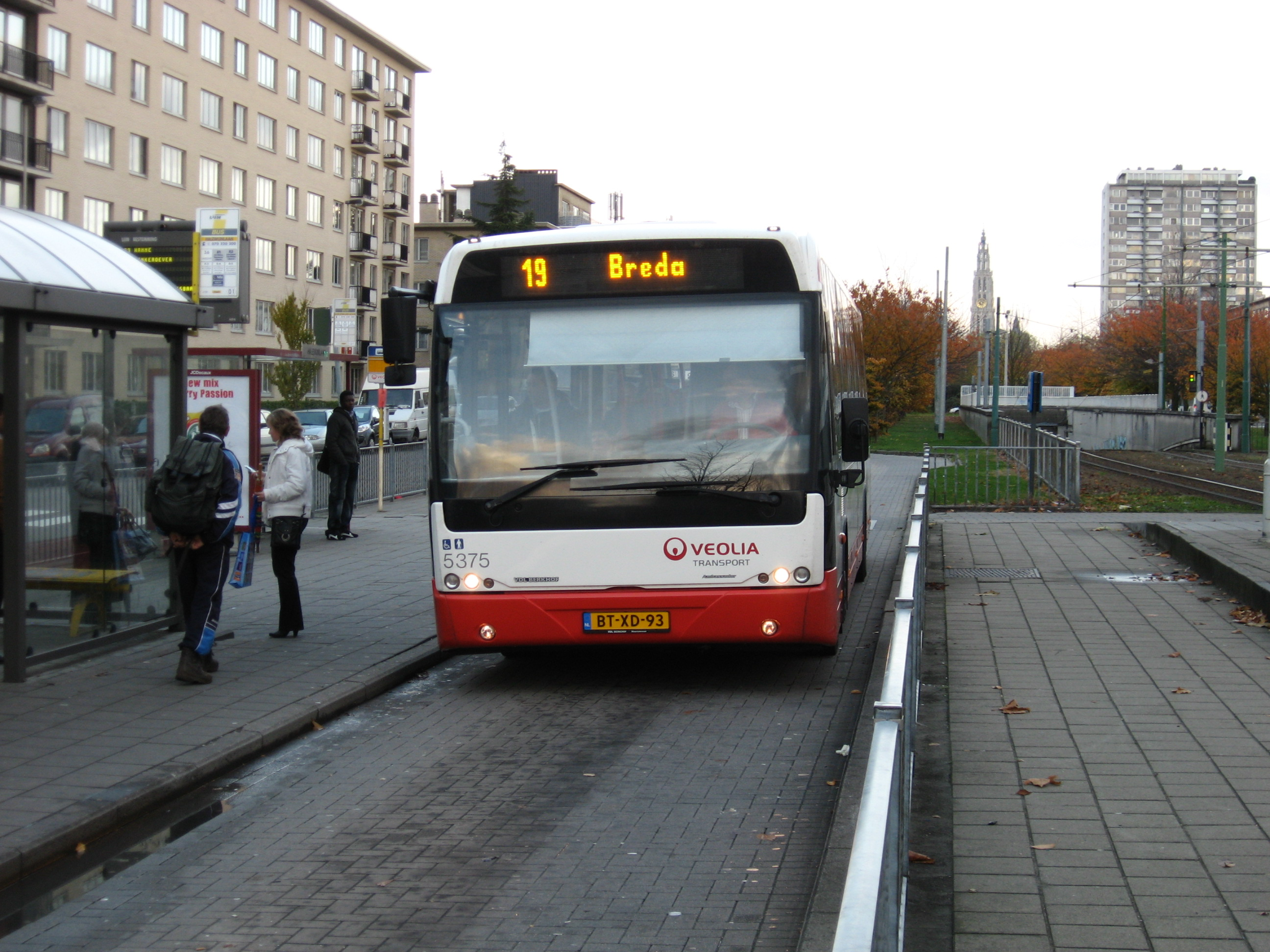
Buslijn 19 in Antwerpen in 2009

Buslijn 19 is een Nederlandse streekbuslijn geëxploiteerd door Connexxion die de Zeeuws-Vlaamse vestingstad Hulst met Roosendaal verbindt. De lijn rijdt via België, waar gestopt wordt in de plaatsen Kieldrecht en Verrebroek.

## Geschiedenis
De lijn werd op 4 februari 1953 ingesteld als noodvoorziening onder de naam "Watersnoodlijn" door de Zeeuwsch-Vlaamsche Tramweg-Maatschappij (lijn 9) en de BBA (lijn 14) als alternatieve verbinding tussen het door de watersnoodramp 1953 zwaar getroffen Zeeland en het vasteland. De lijn reed aanvankelijk maar drie keer per dag vanuit Breskens via Terneuzen naar Hulst en vandaar via Kapellebrug naar Antwerpen, waar de bus niet mocht stoppen om passagiers in of uit te laten stappen. Eerst reden de bussen door de Waaslandtunnel in Antwerpen en op de nationale weg N1 naar Breda. Sinds 1961 werd gereden via Nieuw-Namen in plaats van Kapellebrug. Met de opening van de Kennedytunnel in 1969 en de aanleg van de snelweg vermeden de bussen de Antwerpse binnenstad en reden grotendeels via de snelweg naar Breda.
Later werd de lijn een duurzame verbinding, ging vaker rijden en kreeg het lijnnummer 19. De lijn werd ingekort tot het traject Breda-Hulst omdat het voor de bewoners van Breskens en Terneuzen sneller was om via de veren van de PSD en met de Nederlandse Spoorwegen zijn bestemming te bereiken. Voor Hulst en verder gelegen plaatsten bleef lijn 19 een snellere verbinding en werd de dienstregeling uitgebreid tot een uur en op bepaalde tijdstippen twee-uursdienst. In de avonduren werd, behalve op zondagavond wanneer er wel veel vervoer was van met name studenten, beperkt of geheel niet gereden. Op het gehele traject waren alleen de Nederlandse tarieven van de ZVTM van kracht.
In 1978 ging de ZVTM op in Zuid-West-Nederland dat op zijn beurt in mei 1994 opging in de ZWN-Groep. 
Vanaf 1994 werd lijn 19 in samenwerking met de BBA en de Vlaamse vervoermaatschappij De Lijn geëxploiteerd waarbij er voortaan in Antwerpen werd gestopt op de Franklin Rooseveltplaats en van de goedkopere tarieven van de Lijn gebruikgemaakt kon worden bij een rit tussen Breda of Hulst en Antwerpen. Doorgaande reizigers van Hulst naar Breda konden alleen van het nationale tariefsysteem gebruikmaken en waren dus duurder uit, tenzij zij in Antwerpen vlug uitstapten en gelijk weer instapten. 
Al snel haakte De Lijn af doordat massaal gebruik werd gemaakt van de goedkope De Lijn tarieven en op de lijn moest worden toegelegd. Ook de BBA hield het later voor gezien gezien de verminderde subsidie van de provincie Noord-Brabant waardoor ZWN weer alleen lijn 19 exploiteerde met een bijdrage van de provincie Zeeland die het belang van de lijn erkende. De bus bleef in Antwerpen stoppen: In plaats van op de Rooseveltplaats werd op de haltes Halewijnlaan en Noorderplaats gestopt waar kon worden overgestapt op lokale tram of bus. Voor reizigers naar Antwerpen golden speciale hogere tarieven, terwijl voor de relatie Breda, Nieuw-Namen, Clinge en Hulst het nationale tarief van toepassing was.       
In mei 1999 ging ZWN op in Connexxion.
In december 2006 verloor Connexxion de concessie Zeeuws-Vlaanderen aan Veolia Transport die de lijn daarna exploiteerde. Sinds het najaar van 2014 is lijn 19 (als onderdeel van de concessie voor de gehele provincie Zeeland) weer in handen van Connexxion. In Antwerpen werd gereden door de Waaslandtunnel en werd alleen gestopt op de Linkeroever bij de Halewijnlaan waar voor het centrum op de Antwerpse tramlijnen 3, 5, 9 of 15 kon worden overgestapt. De lijn reed onregelmatig met op drukke momenten een uurdienst waarbij op maandagmorgen of vrijdagmiddag extra ritten met volgbussen werden gereden indien noodzakelijk. Voorts reed de lijn grotendeels een twee-uurdienst maar op bepaalde tijden een drie of vieruurdienst. In de avonduren werd  alleen op zondag de gehele avond gereden. Een rit op de gehele lijn duurde ongeveer anderhalf uur. 

## Huidige lijn
Op 30 juni 2024 werd de lijn vanuit Hulst, waar twee haltes zijn, zonder te stoppen onderweg verlegd naar Roosendaal waarbij voortaan in Antwerpen door de Liefkenshoektunnel wordt gereden. Clinge en Nieuw Namen werden aanvankelijk niet meer aangedaan maar sinds de laatste week van februari 2025 weer wel. Per 17 augustus 2025 ging deze lijn weer in België stoppen, in de plaatsen Kieldrecht en Verrebroek. Passagiers voor Breda kunnen in Roosendaal op de trein overstappen. Er worden dagelijks vier retourritten per dag gereden. Op de lijn geldt de OV-chipkaart.